# 捷列什基 (斯克維拉區)
49°38′47″N 29°43′27″E / 49.64639°N 29.72417°E
泰雷什基（烏克蘭語：Терешки）是位於烏克蘭北部的村莊，由基辅州白采爾克瓦區的斯克維拉市鎮負責管轄。該村面積1.27平方公里，海拔高度207米，2001年人口218，人口密度每平方公里171.7人。